# Algutseryd
Algutseryd är en gård i Bankeryds socken i Jönköpings län. 
Tidigaste skriftliga belägg: År 1498 omnämns ”Algwdzryd i Banckerodz sokn” i en jordförteckning med Arvid Trolle som köpare. Algutseryd och Domnaryd Norrgård ägdes på 1400-talet av Arvid Birgersson Trolle, död 1505, i vars jordebok denne säger sig hava köpt dessa gårdar av ”Jöns Raeff och Niels Raftzau”.